# Comuna Trzebielino
Comuna Trzebielino (poloneză gmina Trzebielino) este o comună rurală din powiat-ul bytowski, voievodatul Pomerania, din partea septentrională a Poloniei. Sediul administrativ este satul Trzebielino. Conform datelor din 2004 comuna avea 3.710 de locuitori. Întreaga suprafață a comunei Trzebielino este 225,45 km².
În comuna sunt 11 sołectwo-uri: Bożanka, Cetyń, Dolno, Gumieniec, Miszewo, Objezierze, Poborowo, Starkowo, Suchorze, Trzebielino și Zielin. Comuna învecinează cu două comune ale powiat-ului bytowski (Miastko și Kołczygłowy) și trei comune ale powiat-ului słupski (Kępice, Kobylnica și Dębnica Kaszubska.
Înainte de reforma administrativă a Poloniei din 1999, comuna Trzebielino a aparținut voievodatului Słupsk.